# T2 Trainspotting
T2 Trainspotting je britská filmová komedie s prvky černého humoru režiséra Dannyho Boyla a scenáristy Johna Hodge. Je pokračováním v příběhu filmu Trainspotting. Události se odehrávají 20 let po událostech v předchozím snímku. Původní přátelé se sejdou a najdou to, co dříve znali. Obsazení zůstalo stejné jako v prvním filmu, postavy zůstaly také stejné.
Premiéru měl 27. ledna 2017 v Edinburghu ve Spojeném království.

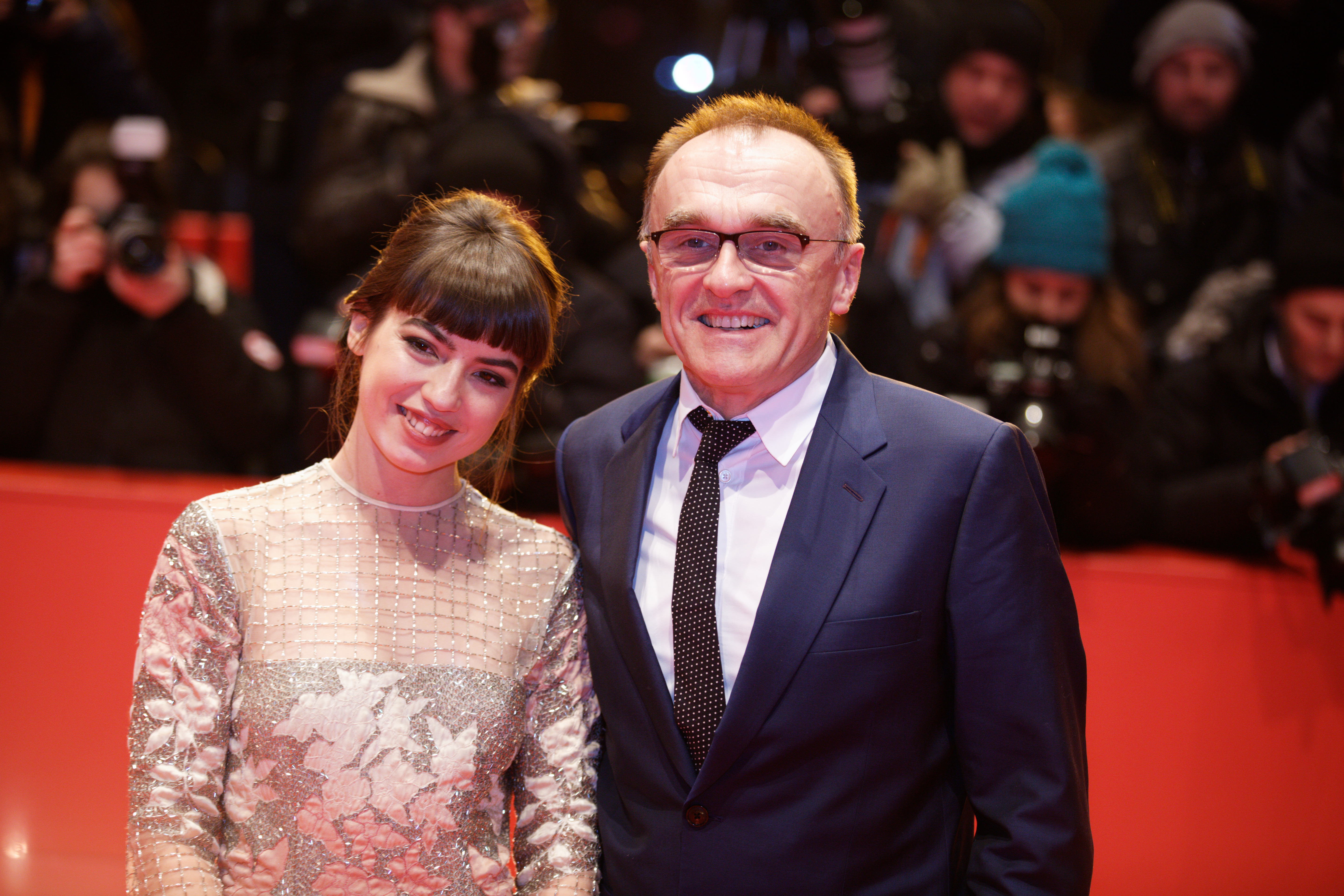
Anjela Nedyalkova a Danny Boyle na premiéře filmu na Berlínském mezinárodním filmovém festivalu.

## Obsazení
- Ewan McGregor jako Mark Renton
  - Hamis Haggerty jako malý Renton
  - Ben Skelton jako devítiletý Renton
  - Connor McIndoe jako dvacetiletý Renton
- Ewen Bremner jako Daniel Murphy
  - Aiden Haggarty jako devítiletý Daniel
  - John Bell jako dvacetiletý Daniel
- Jonny Lee Miller jako Simon Williamson
  - Logan Gillies jako devítiletý Simon
  - James McElvar jako dvacetiletý Simon
- Robert Carlyle jako Francis Begbie
  - Daniel Jackson jako malý Francis
  - Daniel Smith jako devítiletý Francis
  - Christopher Mullen jako dvacetiletý Francis
- Kelly Macdonaldová jako Diane Coulston
- Shirley Henderson jako Gail Houston
- James Cosmo jako pan Renton
- Anjela Nedyalkova jako Veronika Kovach
- Steven Robertson jako Stoddart
- Elek Kish jako Dozo
- Simon Weir jako Jailhoose
- Bradley Welsh jako pan Doyle
- Pauline Turner jako June Begbie
- Kyle Fitzpatrick jako Fergus
  - Charlie Hardie jako devítiletý Fergus
- Scot Greenan jako Frank junior
- Eileen Nicholas jako pan Renton (archivní záběry)
- Kevin McKidd jako Tommy MacKenzie (archivní záběry)
  - Elijah Wolf jako devítiletý Tommy
  - Michael Shaw jako dvacetiletý Tommy

## Natáčení
Natáčení filmu bylo zahájeno dne 10. března 2016 v Edinburghu ve Skotsku. Některé scény se natáčely i v Glasgow a v Budapešti v Maďarsku.

## Přijetí

### Tržby
Film vydělal 2,4 milionů dolarů v Severní Americe a 39,2 milionů dolarů v ostatních oblastech, celkově tak vydělal 41,8 milionů dolarů po celém světě. Rozpočet filmu činil 18 milionů dolarů. Ve Spojeném království měl premiéru dne 27. ledna 2017 a následovalo celosvětové rozšíření dne 10. února 2017. V Severní Americe byl limitovaně uveden 17. března 2017 a rozšířen dne 31. března 2017. Film byl také promítán na Berlínském mezinárodním filmovém festivalu.

### Recenze
Film získal pozitivní recenze od kritiků. Na recenzní stránce Rotten Tomatoes získal ze 188 započtených recenzí 79 procent s průměrným ratingem 6,9 bodů z deseti. Na serveru Metacritic snímek získal z 42 recenzí 67 bodů ze sta. Na Česko-Slovenské filmové databázi snímek získal 74 procent.

### Ocenění a nominace
| Ocenění                   | Datum ceremoniálu | Kategorie                    | Nominovaný                   | Výsledek  |
| ------------------------- | ----------------- | ---------------------------- | ---------------------------- | --------- |
| Golden Trailer Awards     | 6. června 2017    | Nejlepší trailer pro film    | T2 Trainspotting – The Vault | nominace  |
| Diversity in Media Awards | 15. září 2017     | Nejlepší film                | T2 Trainspotting             | nominace  |
| BAFTA Scotland Awards     | 5. listopadu 2017 | Nejlepší film                | T2 Trainspotting             | vítězství |
| BAFTA Scotland Awards     | 5. listopadu 2017 | Nejlepší režisér (fikce)     | Danny Boyle                  | vítězství |
| BAFTA Scotland Awards     | 5. listopadu 2017 | Nejlepší herec v hlavní roli | Ewen Bremner                 | vítězství |
| BAFTA Scotland Awards     | 5. listopadu 2017 | Nejlepší herec v hlavní roli | Robert Carlyle               | nominace  |
| BAFTA Scotland Awards     | 5. listopadu 2017 | Nejlepší herec v hlavní roli | Ewan McGregor                | nominace  |